# Romain Rongieras
Pas d'image ? Cliquez ici

a Compétitions nationales et continentales officielles uniquement.

Dernière mise à jour le 15 octobre 2011.
Romain Rongieras, né le 4 novembre 1982, est un joueur de rugby à XV français qui évolue au poste de demi d'ouverture au sein de l'effectif du CA Périgueux (1,87 m pour 91 kg).

## Carrière
- CA Périgueux
- 2005-2007 : US Montauban
- 2007 : FC Auch
- 2008 : Bordeaux-Bègles
- 2008-2014 : CA Périgueux

## Palmarès
- Champion de France de Pro D2 : 2006